# Алф: Анимационният сериал
„Алф: Анимационният сериал“ (на английски: ALF: The Animated Series) е 30-минутен анимационен сериал в събота сутрин, който се излъчва по NBC за 26 епизода на 26 септември 1987 г. до 9 януари 1989 г.
„Алф: Анимационният сериал“ е прелюдия и анимационен спиноф на сериала „Алф“, който също се излъчва по NBC от 1986 г. до 1990 г. Пол Фуско, създателят и кукловода на Алф в игралния сериал, е единственият член от актьорския състав да повтори ролята си във озвучаващата форма, никой от човешките герои от сериала „Алф“ се появяват в анимационния сериал, поради предпоставката на сериала, въртяща се около Алф (Гордън Шамуей), пътуващ до различните места в родната му земя Мелмак. „Приказки с Алф“ е спиноф на сериала, който също се излъчва по NBC всяка събота сутрин от септември 1988 г. до декември 1989 г.